# أحمد مال الله البحراني
أحمد مال الله البحراني (ولد في 1939 - توفي في 29 أبريل 2006) رجل دين شيعي بحريني.

## النشأة والتعليم
البحراني ولد العام 1939 ويرجع نسبه إلى قبيلة بنو عامر بن صعصعة وهي من أفخاذ قبيلة بني كلاب التي تنتمي إليها فاطمة بنت حزام المعروفة بأم البنين أم العباس بن علي.
أرسله والده إلى الكتّاب ليحفظ القرآن وتعلم الكتابة والقراءة في سن الثانية عشرة.

## المسيرة المهنية والدينية
امتهن النجارة في سن السادسة عشرة لمدة عامين ونصف العام وعمل في دائرة الأشغال وإدارة الرسوم بالقضيبية ثم ترك العمل في سنة 1957 لينتظم في سلك الخطابة الحسينية بعد أن لازم الخطيب الحسيني جواد حميدان لمدة عامين.
درس لدى عبد الحسن كما درس المقدمات الفقهية على يد علوي الغريفي بعد عودة الأخير من النجف الأشرف إلى جانب زملائه عيسى قاسم وعبد الأمير الجمري وحسن القيسي وعباس الريس. ثم التحق بدوره بالنجف أيضا للدراسة في الحوزة الدينية العام 1964 وحضر بحث الخارج.
عاد إلى البحرين مطلع السبعينات ليمتهن الخطابة نظرا لاضطراب الوضع السياسي في العراق مع بداية صعود الحركة البعثية ومضايقتها للحوزة. واستقل بارتقاء المنبر لأول مرة وكان أول مجلس في فريق الحاكة برأس الرمان.
تخرج على يديه عدد من خطباء المنبر مثل ياسر الساري وياسين الجمري وصادق كمال الدين.

## الوفاة
توفي صباح يوم السبت الموافق 29 أبريل 2006.